# Ham (Meierijstad)
Ham is een buurtschap  in de Noord-Brabantse gemeente Meierijstad. Ham is een toponiem dat reeds in de Middeleeuwen veel voorkwam. De betekenis van deze naam is 'een stuk land in de bocht van de rivier gelegen' en daarmee refererend aan de ligging nabij een bocht in de Aa.

## Ligging
De buurtschap Ham is gelegen ten zuiden van de kern Veghel. Het gehucht ligt op een landtong in het beekdal van de Aa, gelegen op de overgang van droge akkergrond naar de laaggelegen weidegronden in het beekdal. In het Aa-dal bij het Ham lagen vroeger vennen en plassen, zoals het Hamse wiel. Deze zijn in later periode (o.a. bij ruilverkaveling) verdwenen. Ook het vrij sterk aanwezige reliëf van de steilrand van het Aa-dal is hierbij verdwenen.

## Geschiedenis
Ham wordt voor het eerst vermeld in 1368. Het gehucht bestond vroeger uit verspreid gelegen boerenhoeven. De naam Ham wijst op een nederzetting op een landtong te midden van moerassen of in het beekdal. Het Ham grenst aan het in 1315 vermelde goed Lankvelt, een leen van de hertogen van Brabant.
Het gehucht Ham behoorde oorspronkelijk deels tot Erp en deels tot Veghel. De belangrijkste bebouwing ligt op grond van de kadastrale gemeente Veghel, maar het belangrijke herenhuis, naamgever van het landgoed De Hamse Hoef (Lankveltse Hoef), maakt onderdeel uit van de kadastrale gemeente Erp. Het een en ander vindt zijn oorzaak in het feit dat in vroegere tijden Veghel onder Erp ressorteerde en het gebied tegenwoordig overvleugeld wordt door de gemeente Veghel. Het leengoed behoorde in de 19e eeuw aan de Veghelse burgemeestersfamilie De Kuyper. Jonkheer Joseph de Kuyper liet de Hamse Hoef in die periode als landhuis herbouwen onder de naam Huize Lanckvelt.

## Ontwikkelingen
Momenteel zijn er uitbreidingsplannen van Veghel-zuidoost die het totale gebied van het Ham behelzen.
Woonplaatsen: Erp · Schijndel · Sint-Oedenrode · Veghel

Dorpen: Boerdonk · Boskant · Eerde · Keldonk · Mariaheide · Nijnsel · Olland · Wijbosch · Zijtaart

Bedrijventerreinen: De Amert · De Dubbelen · Doornhoek · Oude Haven      Havengebied: Veghel-Haven

Buurtschappen: Achterste Hermalen · Beukelaar · Bolst · Borne · Bus · De Bus (Schijndel) · De Bus (Sint-Oedenrode) ·  De Haag · Dijk · Dorshout · Driehuizen · Eerschot · Elde · Everse · Ham · Havelt · Hazelberg · Hermalen · Het Schoor · Heuvel · Heuvelberg · Hoek · Hoeves · Hoogebiezen · Houterd · Hurkske · Jekschot · Kapeleind · De Kempkens · Kilsdonk · Koevering · Kraanmeer · Kremselen · Lagebiezen · De Laren · Lieseind · Looieind · Meijldoorn · Middegaal · Morsche Hoef · Mosbulten · Oetelaar · Rijkerbeek · Vernhout · Zondveld · Zwijnsbergen

Noord-Brabant: Steden en dorpen      Nederland: Provincies · Gemeenten